# Gare de Selby
La gare de Selby est une gare ferroviaire desservant la ville de Selby au Royaume-Uni.